# Asamblea de La Yaya
La Asamblea de La Yaya fue una reunión constituyente realizada en la aldea de La Yaya, cerca del poblado Sibanicú, en la provincia de Camagüey (Cuba) en septiembre y octubre de 1897, en el marco de la lucha por independizarse del Reino de España y crear una nueva República.

## Antecedentes
Según lo establecido en la Asamblea de Jimaguayú, para el 2 de septiembre de 1897 debía convocarse una nueva reunión con los objetivos fundamentales de aprobar una nueva constitución y elegir un nuevo Consejo de Gobierno de la nueva República de Cuba, independizada del Reino de España.

## Desarrollo y desenlace de la cita
Para este evento habían sido elegidos 22 delegados, que representaban a los diferentes cuerpos del Ejército Libertador.

### Algunos de los participantes
- Salvador Cisneros Betancourt.
- Enrique Collazo.
- Bartolomé Masó.
- Domingo Méndez Capote.
- Eusebio Hernández.
- José Lacret Morlot.
- Manuel Ramón Silva.
- Jose Braulio Alemán y Urquia

## Pleno de la asamblea y resultados
El 19 de septiembre de 1897 en Aguará (provincia Camagüey), acordaron que los miembros del Consejo de Gobierno continuaran en sus funciones administrativas mientras no fuera elegido un nuevo consejo. Al día siguiente designaron a los integrantes de la comisión de actas.
Volvieron a reunirse el 24 de septiembre y no sesionaron más hasta el 5 de octubre en el potrero de La Yaya, en Sibanicú, donde analizaron el tema de las relaciones entre la Asamblea y el Consejo de Gobierno.
Por razones propias de la guerra de independencia, recién el 10 de octubre de 1897 fue posible reunir a la totalidad de los delegados elegidos y lograr el cuórum requerido.
Ese día eligieron como presidente de la mesa a Domingo Méndez Capote.

## Conclusiones
Se aprobó una constitución la cual ratificó el mismo tipo de Gobierno anterior, pero fijó los requisitos para ocupar cargos de presidente y vicepresidente de la República en Armas y eligió para los mismos a Bartolomé Masó y a Domingo Méndez Capote, respectivamente.
Puntualizó las funciones propias de cada secretaría del gobierno. Un asunto importante lo constituyó el hecho que esta asamblea omitiera el cargo de general en jefe del Ejército Libertador, trasladando al Consejo de Gobierno algunas de sus funciones y atribuciones.
Esta asamblea tendría vigencia por dos años en el caso de que la guerra no concluyera antes. Durante la justa se aprobó un manifiesto por el que se declaraba que

...ni bajo cualquier nombre, forma y manera, la subsistencia de la dominación española en Cuba podría dar término a la actual contienda, que se quería la independencia absoluta e inmediata de toda la isla de Cuba, y que solo con la victoria o con la muerte saldrían los mambises de Cuba Libre.

Las decisiones y acuerdos de La Yaya se mantuvieron hasta el 24 de octubre de 1898 en que dieron inicio las sesiones de trabajo de la Asamblea de Santa Cruz del Sur.
- Datos: Q5707855